# Robert Peterson (Politiker)
Robert D. Peterson (* 14. März 1888; † 2. September 1968) war ein US-amerikanischer Politiker. Zwischen 1935 und 1937 war er Vizegouverneur des Bundesstaates South Dakota.
Die Quellenlage über Robert Peterson ist sehr schlecht. Über sein Leben jenseits der Politik ist so gut wie nichts bekannt. Sicher ist: Er lebte zumindest zeitweise in Centerville (South Dakota) und war Mitglied der Demokratischen Partei. In den Jahren 1933 und 1934 saß er als Abgeordneter im Repräsentantenhaus von South Dakota. 1934 wurde er an der Seite von Thomas Berry zum Vizegouverneur seines Staates gewählt. Dieses Amt bekleidete er zwischen 1935 und 1937. Dabei war er Stellvertreter des Gouverneurs und Vorsitzender des Staatssenats. Nach seiner Zeit als Vizegouverneur ist er politisch nicht mehr in Erscheinung getreten. Robert Peterson starb am 2. September 1968 und wurde in Dalesburg beigesetzt.